# Roman Kariolou
Roman Kariolou (* 1983 in Wien) ist ein österreichischer Filmkomponist.

## Leben und Karriere

### Musikalische Ausbildung
Roman Kariolou erhielt ab seinem zweiten Lebensjahr Violinunterricht. Als er fünf Jahre alt war, lud ihn Menuhin in die Yehudi Menuhin School ein. Kariolou galt als Wunderkind und spielte in seiner Kindheit Konzerte in Wien, Paris, London, Prag und Athen. Durch Empfehlung seines Förderers Helmut Zilk erhielt Kariolou 1989 ein Stipendium der Stadt Wien, das ihm das Studium in London ermöglichte. Stationen an der Musikhochschule Lübeck bei Zachar Bron und an der Musikhochschule Wien bei Evgenia Tschugajeva und Michael Frischenschlager, am Bruckner Konservatorium Linz bei Matheos Kariolou, am Mozarteum Salzburg bei Paul Roszek sowie an der Universität für Musik und darstellende Kunst Graz bei Tibor Varga folgten.

### Musik für Film und Fernsehen
2005 begann Kariolou mit dem Studium der Filmmusik am Los Angeles Film Music Institute.
Ein Jahr später lernte er den Musikmanager Johannes Ratheiser kennen, der sein Talent erkannte und ihn von Beginn an förderte.
Ratheiser übernahm die Rolle eines Managers und vermittelte ihm prestigeträchtige Kompositionsaufträge, z. B.  für die Siegerhymne für die Olympischen Winterspiele in Turin, Hymnen und Erkennungsmusik für Großveranstaltungen, wie die EHF Champions League, die FIFA World Football Gala, die Formel1 PLP, das Hahnenkamm-Rennen sowie das Red Bull Air Race. 2011 beauftragte die Republik Zypern ihn zur Feier ihres 50-jährigen Bestehens mit dem Werk Hymn for Cyprus.
Mit den österreichischen Filmregisseuren Robert Dornhelm und Wolfgang Murnberger verbindet Kariolou eine langjährige Zusammenarbeit.
Kariolou komponierte die Musik für über 100 Film- und TV-Produktionen, darunter die – mit einem Emmy nominierten – Dokumentationen Operation Stonehenge (BBC, 2014), Africa’s Wild West (National Geographic, 2015) und Vanishing Kings (Smithsonian, 2017).

## Werk
Roman Kariolou hat sich auf Musik für Dokumentarfilme und Fernsehproduktionen spezialisiert. Er hat mit Fernsehstationen wie BBC, CBS, ZDF, ORF, Discovery Channel, Arte und RAI zusammengearbeitet. Außerdem wurde er als Komponist von Hymnen und Musik für die Eröffnungsshows für Sport- und Medienevents engagiert. Er schrieb u. a. Musik für die Olympischen Winterspiele 2006 in Turin und die EHF-Champions-League-Hymne.
Für die Linzer Klangwolke 2021 schrieb er die Musik zu Panta Rhei, inszeniert von Robert Dornhelm.

## Filmografie (Auswahl)
- 2006–2017: Universum (Fernsehdokumentation, 18 Folgen)
- 2007: Die Gräfin und die russische Revolution (Fernsehdokumentation)
- 2007: Entdecker der Wellness (Fernsehdokumentation, zwei Folgen)
- 2008: Das Musikhotel am Wolfgangsee (Fernsehfilm)
- 2011: Die Schatten, die dich holen (Fernsehfilm)
- 2011: Die Abstauber (Fernsehfilm)
- 2012: Tatort: Kein Entkommen (Fernsehreihe)
- 2013: Alles Schwindel (Fernsehfilm)
- 2013: Die Landärztin – Vergissmeinnicht (Fernsehreihe)
- 2013: Die verbotene Frau (Fernsehfilm)
- 2014: Wo sich Himmel und Erde begegnen – 900 Jahre Stift Klosterneuburg (Fernsehdokumentation)
- 2014: Die Kraft, die Du mir gibst (Fernsehfilm)
- seit 2014: Steirerblut und 7 weitere Folgen in der Reihe Landkrimi – Steiermark (Fernsehreihe)
- 2015: Kleine große Stimme (Fernsehfilm)
- 2015: Wüstenkönige – Die Löwen der Namib
- 2016: Das Sacher – In bester Gesellschaft (Fernsehserie)
- 2017: Für dich dreh ich die Zeit zurück (Fernsehfilm)
- 2017: Universum History – Maria Theresia – Majestät und Mutter
- 2017: Tatort: Virus (Fernsehreihe)
- 2017–2019: Maria Theresia (Fernsehserie)
- 2015–2018: Terra Mater (Fernsehdokumentation, sieben Folgen)
- 2019: Der beste Papa der Welt (Fernsehfilm)
- seit 2019: Vienna Blood (Fernsehserie)
- 2020: Schönes Schlamassel (Fernsehfilm)
- 2022: Sayonara Loreley – Wiedersehen in Rüdesheim (Fernsehfilm)

## Preise und Auszeichnungen
- 2012 ASCAP „Harold Arlen Film and TV Award 2012“ in New York verliehen.[5]
- 2016 und 2017 Gold Camera Award für „Best Score“ für die Filmmusik zu „Vanishing Kings“ und „Europe’s Last Nomads“[6]
- 2009: Wiener Filmmusik-Preis[7]
- 2013: Preis für die beste Musik (Nominierung) in dem Film The Empress and the Forest, Green Screen Festival, Eckernförde[8]